# Gołąb

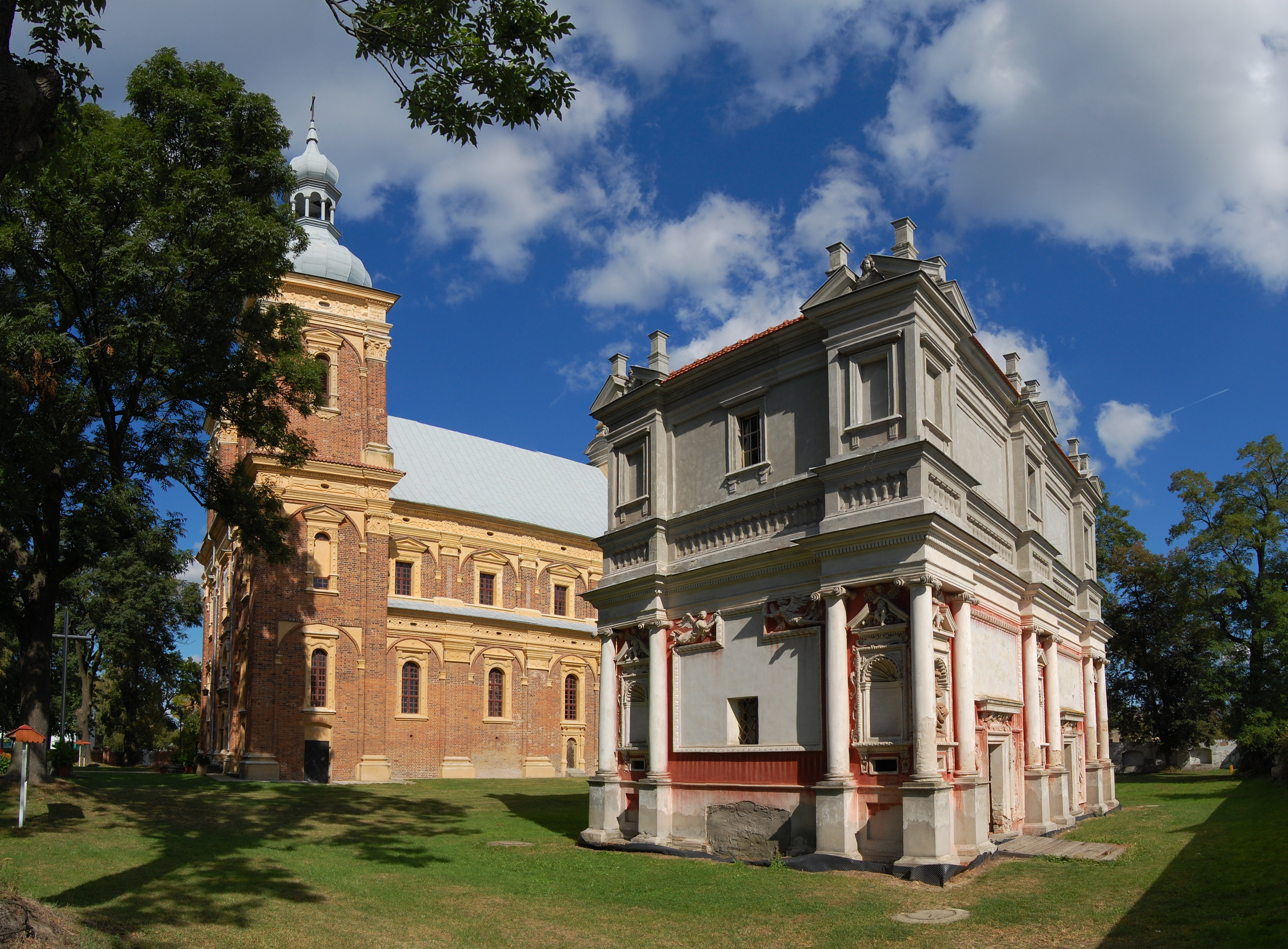
St
Catherine och Florians kyrka och Loretohuset i Gołąb.

Gołąb (svenska Golombo) är en polsk by i Lublins vojvodskap och Puława powiat, belägen mellan floderna Wisła och Wiprek. Byns namn kan härledas från det polska ordet för duva. 
I Gołąb utkämpades ett slag i Nordiska kriget mellan Sverige och Polen den 8 februari 1656 som slutade med svensk seger efter att de polska trupperna flytt slagfältet.